# Philip Turnbull
Philip Bernard Turnbull (ur. 7 kwietnia 1879 w Cardiff, zm. 20 października 1930 tamże) – walijski hokeista na trawie. Brązowy medalista olimpijski z Londynu (1908).

## Kariera sportowa
Na igrzyska olimpijskie został powołany jako zawodnik walijskiego Cardiff Hockey Club. Był na nich napastnikiem.
Grał w jedynym meczu, jaki Walijczycy rozegrali w turnieju. 30 października 1908 w meczu półfinałowym, Walijczycy zmierzyli się z Irlandczykami. Walia przegrała 1-3, tym samym odpadając z turnieju. Pokonani w półfinałach mieli jednak zagwarantowany brązowy medal olimpijski, bowiem nie rozgrywano meczu o trzecie miejsce (medale zdobyły wszystkie cztery drużyny z Wielkiej Brytanii (Anglia, Irlandia, Szkocja i Walia), jednak wszystkie przypisywane są Zjednoczonemu Królestwu). Turnbull gola jednak nie strzelił.
Dostępu do bramki Walijczyków strzegł natomiast jego kuzyn Bertrand.